# Маркос Данијел
Маркос Диниз Данијел (порт. Marcos Diniz Daniel; рођен 4. јула 1978. године у Пасо Фунду, Бразил) је бивши бразилски професионални тенисер. Најбољи пласман на АТП листи му је педесет шесто место у појединачној конкуренцији, а у паровима сто друго место.

## Каријера
Почео је да игра тенис са пет година а озбиљније да се бави овим спортом од своје дванаесте године. Његов старији брат Марсио има тениску академију и једно време је радио као његов тренер. Омиљена подлога му је била шљака а ударац бекхенд.
Углавном је наступао на челенџерима и освојио их је четрнаест у појединачној конкуренцији. Од тога чак осам их је било на тлу Колумбије: шест у Боготи и по један у Медељину и Калију. Захваљујући овим успесима добио је надимак краљ Колумбије.
Најзначајнији резултат на неком АТП турниру забележио је у Гштаду где је 2009. стигао до полуфинала. На гренд слем турнирима није имао пуно успеха јер је само на Ролан Гаросу 2008. успео да прође у друго коло (у обе конкуренције).
У сусретима са Федерером у првом колу Бангкока 2005. и Надалом у првом колу Ролан Гароса 2009. је пружио добар отпор али је у оба меча поражен.
Последњи професионални меч у синглу одиграо је у Есторилу 2011. и одлучио да постане тениски тренер. Тенису се накратко вратио учешћем на једном фјучерсу у Бразилу у фебруару 2012. где је наступио у конкуренцији парова.
У децембру 2012. учествовао је на турниру у Рију који окупља бивше звезде светског тениса и део је АТП шампионског тура (ATP Champions Tour). У мечу за треће место победио је Матса Виландера.

## Приватни живот
Маркосов отац Марио је пензионисани управник банке, а мајка Маурисија пензионисана банкарска службеница. Млађа сестра Лусијана је адвокат. Говори четири језика: португалски, енглески, шпански и италијански. Његов рођак, Карлос Еугенио Симон се сматра за најбољег фудбалског судију у Бразилу. Један од његових омиљених хобија је мотоциклизам а такође ужива и у фудбалу. По вероисповести је хришћанин и укључен је у многе добротворне догађаје које организује локална црква. Са супругом Гизелом је у браку од децембра 2003. и имају двоје деце, сина Давија (2007) и ћерку Марију Фернанду Данијел (2010).